# شفط رئوي
الشفط الرئوي أو الرشف الرئوي (بالإنجليزية: Pulmonary aspiration)‏ هو دخول مواد مثل إفرازات البلعوم أو الطعام أو الشراب أو محتويات المعدة من البلعوم وجهاز الهضم إلى الحنجرة والسبيل التنفسي السفلي. قد يستنشق الشخص تلك المواد أو تصل إلى الشجرة الرغامية القصبية خلال التهوية الميكانيكية.
عواقب الشفط الرئوي تتراوح من عدم وجود أي ضرر إلى الالتهاب الرئوي الكيميائي أو ذات الرئة إلى الوفاة بسبب الاختناق. العواقب تعتمد على عوامل منها حجم المادة الداخلة والتركيب الكيميائي ووجود كائنات معدية والحالة الصحية للشخص المصاب. رشف الأشخاص الأصحاء لمواد صغيرة وبكميات صغيرة شائع لكنه نادرا ما يكون مؤذيا، أما الأشخاص المرضى فقد يؤدي شفط أي مادة إلى الرئتين إلى مضاعفات بسبب انخفاض مستوى الوعي وخلل في الوسائل الدفاعية الرئوية (مثل رد الفعل البلعومي ونظام الدفاع المضاد للجراثيم في الجهاز التنفسي).